# Mi amiga del parque
Mi amiga del parque is een Argentijns-Uruguayaanse film uit 2015, geregisseerd door Ana Katz. De film ging in première in Argentinië op 17 september en kreeg zijn internationale première op het Sundance Film Festival 2016 in de World Cinema Dramatic Competition.

## Verhaal
Terwijl haar man, een filmmaker, aan het werk is in Chili worstel de jonge moeder Liz met de opvoeding voor haar zoon. Ze heeft een gevoel niet op haar plaats te zijn tussen de hechte groep ouders in het park. Haar man heeft twijfels over haar en de nieuw aangeworven kinderjuffrouw beoordeelt haar. Op een dag ontmoet ze aan de schommels in het park de alleenstaande moeder en fabrieksarbeidster Rosa en het klikt meteen tussen hen beiden. Ondanks de opluchting een nieuwe vertrouwelinge gevonden te hebben, wordt het klassenverschil tussen Liz en Rosa steeds duidelijker. Rosa kampt met haar rommelige gezinssituatie en de motieven van Rosa zijn niet echt gekend, waardoor  de nieuwe vriendin van Liz een sinistere invloed heeft op haar toch al kwetsbare leven.

## Rolverdeling
| Acteur             | Personage |
| ------------------ | --------- |
| Julieta Zylberberg | Liz       |
| Ana Katz           | Rosa      |
| Maricel Alvarez    | Renata    |
| Mirella Pascual    | Yazmina   |
| Malena Figó        | Cora      |
| Daniel Hendler     | Gustavo   |

## Prijzen en nominaties
De film won 5 prijzen en werd voor 9 andere genomineerd. Een selectie:
| Jaar | Evenement                      | Categorie                | Genomineerde              | Resultaat   |
| ---- | ------------------------------ | ------------------------ | ------------------------- | ----------- |
| 2015 | Premio Sur (10de editie)       | Beste actrice            | Julieta Zylberberg        | Genomineerd |
| 2015 | Premio Sur (10de editie)       | Beste vrouwelijke bijrol | Maricel Álvarez           | Gewonnen    |
| 2015 | Premio Sur (10de editie)       | Beste debuterend actrice | Malena Figó               | Genomineerd |
| 2015 | Premio Sur (10de editie)       | Beste origineel scenario | Inés Bortagaray, Ana Katz | Genomineerd |
| 2016 | Sundance (32ste editie)        | Grote Juryprijs          | Mi amiga del parque       | Genomineerd |
| 2016 | Sundance (32ste editie)        | Beste scenario           | Ana Katz, Inés Bortagaray | Gewonnen    |
| 2016 | Cóndor de Plata (64ste editie) | Beste film               | Mi amiga del parque       | Genomineerd |
| 2016 | Cóndor de Plata (64ste editie) | Beste regisseur          | Ana Katz                  | Genomineerd |
| 2016 | Cóndor de Plata (64ste editie) | Beste actrice            | Julieta Zylberberg        | Genomineerd |
| 2016 | Cóndor de Plata (64ste editie) | Beste vrouwelijke bijrol | Maricel Álvarez           | Genomineerd |
| 2016 | Cóndor de Plata (64ste editie) | Beste vrouwelijke bijrol | Ana Katz                  | Genomineerd |
| 2016 | Cóndor de Plata (64ste editie) | Beste origineel scenario | Ana Katz, Inés Bortagaray | Gewonnen    |